# Nikolaus Leutinger

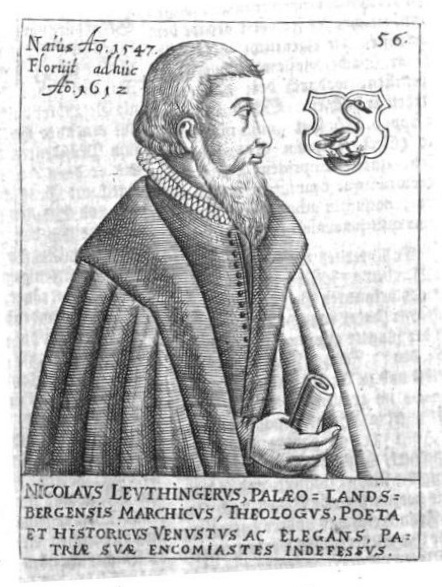
Nikolaus Leutinger nach Martin Friedrich Seidels Bilder-Sammlung

Nikolaus Leutinger (* um 1554 in Altlandsberg; † 14. April 1612 in Osterburg) war ein deutscher Theologe, Chronist, Lyriker und Historiker.

## Leben
Er wurde als Sohn des gleichnamigen Predigers (* 1524, † 25. Februar 1581) geboren, hatte die Schulen in Altlandsberg, Bernau, Spandau besucht und fand 1568 Aufnahme in die sächsische Fürstenschule Meißen. Unter dem Rektor Georg Fabricius machte er sich mit der Geschichte vertraut und gewann eine Vorliebe für klassische Sprachen. Am 28. November 1572 bezieht er die Universität Wittenberg und wechselte aufgrund der theologischen Streitigkeiten, an die Universität Frankfurt (Oder). Dort erwarb er sich den akademischen Grad eines Magisters der Philosophie.
1575 wurde er Rektor der Schule in Crossen, welches er jedoch nach einem Jahr niederlegte. 1581 wurde ihm das Pfarramt seines Vaters übertragen, das er jedoch 1583 wieder aufgab. Daraufhin bereiste er mehrere Länder Europas, wird in Dänemark zum Poeta Laurus gekrönt und lässt sich 1587 in Wittenberg nieder. In Wittenberg erarbeitete er sein Werk, das sich mit den verschiedenen Völkern innerhalb der Mark Brandenburg seit Beginn der Sintflut beschäftigte. Hier dürfte ihm zur damaligen Zeit durchaus Balthasar Menz der Jüngere zur Seite gestanden haben, der sich zur gleichen Zeit mit der Geschichte der sächsischen Kurfürsten beschäftigte. Nachdem er weitere Reisen unternommen hatte, verstarb er in Osterburg.
Er verfasste verschiedene Bücher zur Geschichte der Mark Brandenburg. Sein bedeutendstes Werk sind die Dreißig Bücher märkischer Geschichte (im Original auf Latein).
In Berlin-Spandau benannte man einen Weg nach ihm.